# オールバニ (重巡洋艦)
| USS Albany (CA-123) |                                                      |
| 艦歴                |                                                      |
| 発注                |                                                      |
| 起工                | 1944年3月6日                                         |
| 進水                | 1945年6月30日                                        |
| 就役                | 1946年6月15日                                        |
| 退役                | 1980年8月29日                                        |
| 除籍                | 1985年6月30日                                        |
| その後              | 1990年にスクラップとして廃棄                         |
| 性能諸元            |                                                      |
| 排水量              | 13,700 トン                                          |
| 全長                | 205.28m                                              |
| 全幅                | 21.26m                                               |
| 吃水                | 7.32m                                                |
| 機関:               |                                                      |
| 最大速              | 32.6 ノット                                          |
| 兵員                | 士官、兵員1,969名                                    |
| 兵装                | 8インチ砲9門 5インチ砲12門 40mm機銃40基 20mm機銃20基 |
| 搭載機              |                                                      |
| モットー            | Assiduity (CG-10)                                    |

オールバニ(USS Albany, CA-123/CG-10)は、アメリカ海軍の重巡洋艦。オレゴン・シティ級重巡洋艦の2番艦。後にミサイル巡洋艦へ改修、オールバニ級ミサイル巡洋艦の1番艦となる。艦名はニューヨーク州オールバニに因む。その名を持つ艦としては4隻目。

## 艦歴
オールバニは1944年3月6日にマサチューセッツ州クインシーのベスレヘム・スチール社、フォアリバー造船所で起工し、1945年6月30日にエリザベス・F・ピンクニー夫人によって進水、1946年6月15日にボストン海軍工廠でハロルド・A・カーライル艦長の指揮下就役する
艤装および整調巡航をメイン州カスコ湾近くで行った後、オールバニは東海岸沿いに作戦活動を行うが、途中西インド諸島への巡航で中断する。オールバニは海軍予備役兵および予備役士官訓練部隊の兵員を乗せ多くの訓練巡航を行った。この訓練任務は1948年9月11日まで継続され、その後チェサピーク湾から地中海へと派遣される。オールバニは第6艦隊の旗艦となる。地中海での任務は10年に及び、東海岸沿いおよび西インド諸島での第6艦隊での5度の展開、南米の港への3度の巡航を行った。南米への巡航には1951年1月のブラジル大統領就任式に出席するアメリカ代表の輸送も含まれた。

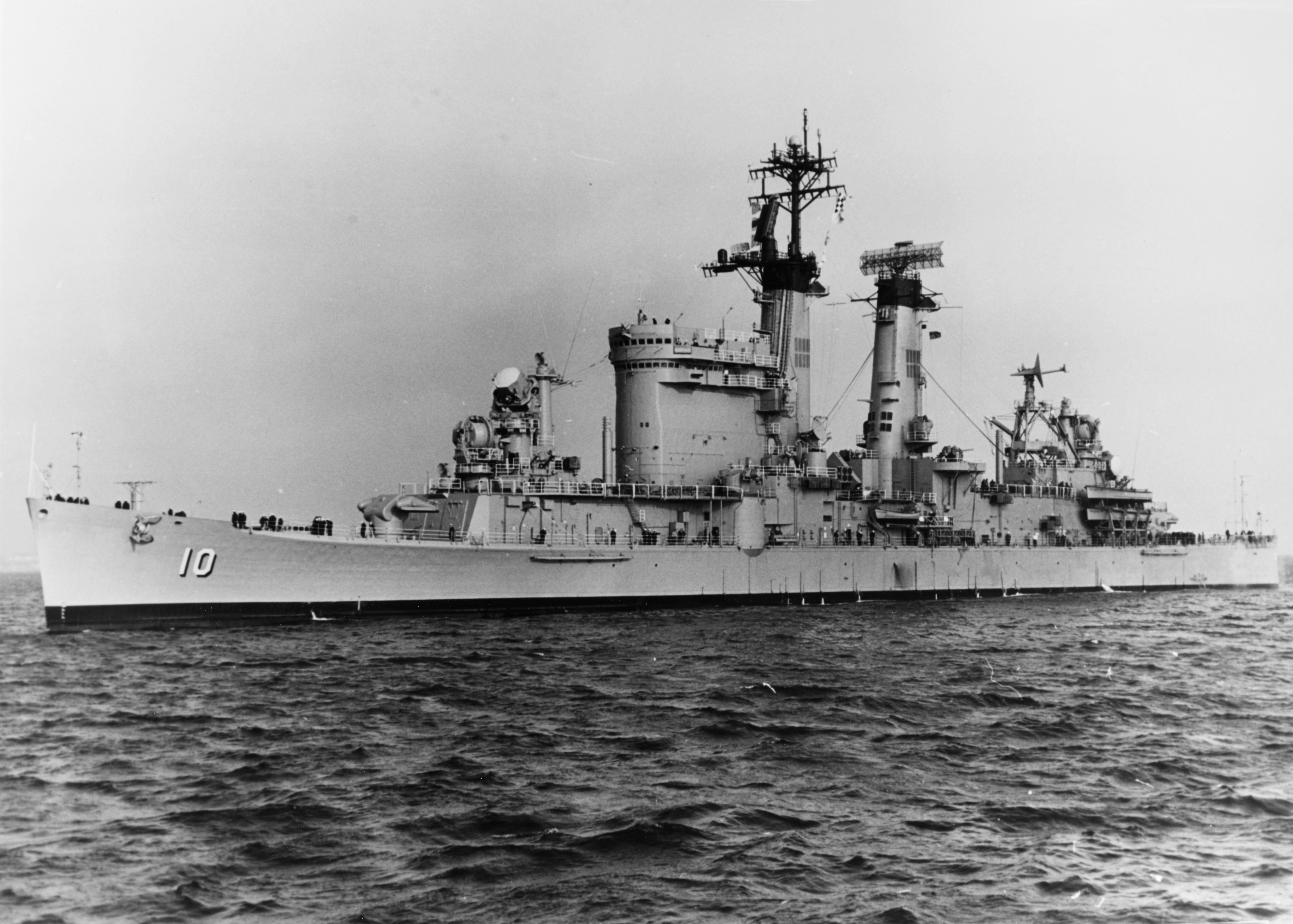
USS Albany (CG-10)

1958年6月30日にオールバニはミサイル巡洋艦へ転換するための改修作業に入る。1958年11月1日に CG-10 に艦種番号を変更され、続く4年にわたってオールバニはボストン海軍工廠で広範囲な改修が行われた。オールバニは1962年11月3日にベン・B・ピケット艦長の指揮下再就役する。その後およそ5年にわたって地中海、北大西洋といったヨーロッパ海域での活動を行い、本国では東海岸沿いおよび西インド諸島での作戦活動を行った。この間にオールバニは多くの親善訪問を行い、他国海軍との共同演習も行った。1967年3月1日にボストン海軍工廠での改修作業に入り、約20か月後の1968年11月9日にロバート・C・ペニストン艦長の指揮下現役復帰する。
1973年に再びオーバーホールのためフィラデルフィア海軍工廠入りし、1974年5月にロバート・エケルンド艦長の指揮下現役復帰する。バージニア州ノーフォークが母港となり、その後まもなく第2艦隊の旗艦任務に就く。
1976年から1980年の間にオールバニは第6艦隊の旗艦任務に就き、イタリアのガエッタを母港とした。
オールバニは1980年8月29日に退役した。